# Freetown (Massachusetts)
Freetown – miasto w Stanach Zjednoczonych, w stanie Massachusetts, w hrabstwie Bristol.